# ليندلي (نيويورك)
ليندلي (بالإنجليزية: Lindley, New York)‏ هي بلدة أمريكية تقع في الولايات المتحدة في مقاطعة ستوبين، نيويورك. يقدر عدد سكانها بـ 1,913 نسمة ومساحتها 98.1 كم2 وترتفع عن سطح البحر 373 متر.